# Мельниково (Сумская область)
Ме́льниково (укр. Мельникове, до 2016 г. — Беево-Коммуна) — село, Беевский сельский совет, Липоводолинский район, Сумская область, Украина. Код КОАТУУ — 5923280803. Население по переписи 2001 года составляло 18 человек.
В 1862 году во владельческом хуторе Беев проживало 210 человек (100 мужского и 110 женского). имелось 6 заводов.
село указано на специальной карте Западной части России Шуберта 1826-1840 годов как хутор Беевский. 
До 2015 года название Мельниково носило другое село района — нынешнее село Мельники.

## Географическое положение
Село Мельниково находится на расстоянии в 0,5 км от села Стягайловка, в 1,5 км — сёла Колядинец и Колесники. По селу протекает пересыхающий ручей с запрудой.